# Gavino Ledda
Gavino Ledda (Siligo, 30 de desembre de 1939) és un escriptor conegut per la seva novel·la autobiogràfica Padre Padrone (1975) i per haver dirigit la pel·lícula Ybris. Com que el seu pare no li va permetre assistir a l'escola, Gavino estudià de manera autodidacta, i finalment es graduà en Lingüística a la Universitat La Sapienza de Roma.

## Obres
- Padre padrone. L'educazione di un pastore, Feltrinelli editore, Milano, 1975
- Lingua di falce (novel·la), 1977
- Le canne, amiche del mare (història), 1978
- Aurum tellus (poesia), 1991
- I cimenti dell'agnello (contes i poemes), 1995
- Istororra: Su Occhidorzu, en AA. VV. (editat per Giulio Angioni), Cartas de logu. Scrittori sardi allo specchio, Cagliari, CUEC, 2007.
- 1984 Ybris (film)